# عبد الله بن أحمد بن حنبل
عبد الله بن أحمد بن حنبل ( 213 هـ / 828م - 290 هـ / 903م )، هو أبو عبد الرحمن عبد الله بن أحمد بن محمد بن حنبل الشيباني البغدادي، حافظ للحديث، من أهل بغداد، والده هو الإمام أحمد بن حنبل، وأمه اسمها ريحانة، تزوجها الإمام أحمد بعد وفاة زوجته الأولى عباسة أم ابنه صالح بن أحمد بن حنبل، وأنجبت له ريحانة ابنه عبد الله هذا.

## مولده ونشأته
ولد عبد الله بن أحمد سنة 213 هـ في بغداد، تعلم على يد أبيه فكان مكثرا في الرواية عن أبيه، لأنه سمع المسند وهوسبعة وعشرون ألف حديث، والتفسير وهو مئة وعشرون ألف سمع منها ثمانين ألفا، والباقي وجادة، وسمع الناسخ والمنسوخ والتاريخ، وحديث شعبة، والمقدم والمؤخر في كتاب الله، وجوابات القرآن، والمناسك الكبير والصغير.

## شيوخه
1. أبوه أحمد بن حنبل.
2. أحمد بن إبراهيم الدورقي.
3. أبو معمر إسماعيل الهذلي.
4. عباس بن محمد الدوري.
5. أبو بكر بن أبي شيبة.
6. محمد بن إسحاق الصاغاني.
7. الهيثم بن خارجة.
8. يحيى بن معين.

## تلاميذه
1. النسائي.
2. أبو بكر القطيعي.
3. أبو الحسين أحمد بن جعفر المنادي.
4. أحمد بن سليمان النجاد.
5. أبو القاسم البغوي.
6. أبو أحمد العسال.
7. أبو علي الصواف.
8. عمر بن الحسين الخرقي.[5]
9. أحمد بن زكريا بن الحارث بن أبي مسرة التميمي المكي.
10. أحمد بن محمد اللنباني

## مؤلفاته
1. زوائد مسند الإمام أحمد، زاد به على مسند أبيه نحو عشرة آلاف حديث.
2. الزوائد على كتاب الزهد.
3. كتاب السنة.
4. كتاب الجمل.
5. مسند أهل البيت، مخطوط في مجموع قديم بالتيمورية.
6. الثلاثيات، مخطوط من 85 ورقة، كتب سنة 654 في شستربتي، تحت رقم 3487.

## ثناء العلماء عليه
- قال أبو الحسين ابن المنادي:[6] كان صالح قليل الكتاب عن أبيه، فأما عبد الله فلم يكن في الدنيا أحد أروى عن أبيه منه، لأنه سمع المسند وهو ثلاثون ألفا، والتفسير وهو مئة ألف وعشرون ألفا، سمع منها ثمانين ألفا، والباقي وجادة، وسمع الناسخ والمنسوخ والتاريخ، وحديث شُعبة، والمقدم والمؤخر في كتاب الله، وجوابات القرآن، والمناسك الكبير والصغير، وغير ذلك من التصانيف، وحديث الشيوخ. وما زلنا نرى أكابر شيوخنا يشهدون له بمعرفة الرجال، وعلل الحديث، والأسماء والكنى، والمواظبة على طلب الحديث في العراق وغيرها، ويذكرون عن أسلافهم الإقرار له بذلك، حتى إن بعضهم أسرف في تقريظه إياه بالمعرفة وزيادة السماع للحديث على أبيه. كان فيما بلغني يكره ذلك وما أشبهه. فقال يوما فيما بلغني: "كان أبي يعرف ألف ألف حديث"، يرد بذلك على قول المسرفين الذي يفضلونه في السماع على أبيه.
- قال أبو بكر الخلال:[7] كان أبو عبد الله الإمام أحمد يقرأُ عليه كثيرا، وكان ربما غاب صالح، فيقول له: إن صالحا مشغول بعياله، فاقرأ علي، فكان لا يفعل، قال فلما كثر ذلك عليه، وعلم كثرة شغله وتخلفه عن السماع، كان أبي يقرأ علي إذا غاب صالح ويدعه، وكان عبد الله رجلا صالحا، صادق اللهجة، كثير الحياء.

## وفاته

موقع مرقد عبد الله بن أحمد بن حنبل

مات عبد الله بن أحمد في يوم الأحد، ودُفن في آخر النهار سنة 290 هـ، ودفن في مقابر باب التبن، وصلى عليه زهير بن صالح بن أحمد بن حنبل وكان عمره سبعا وسبعين سنة.
وقال الخطيب البغدادي أن عبد الله دفن في الجانب الغربي بمنطقة يقال لها الشونيزية مستندًا إلى وصية عبد الله بن أحمد بن حنبل بأن يدفن إلى جوار قبر نبي يوشع بن نون.